# Screwaholic

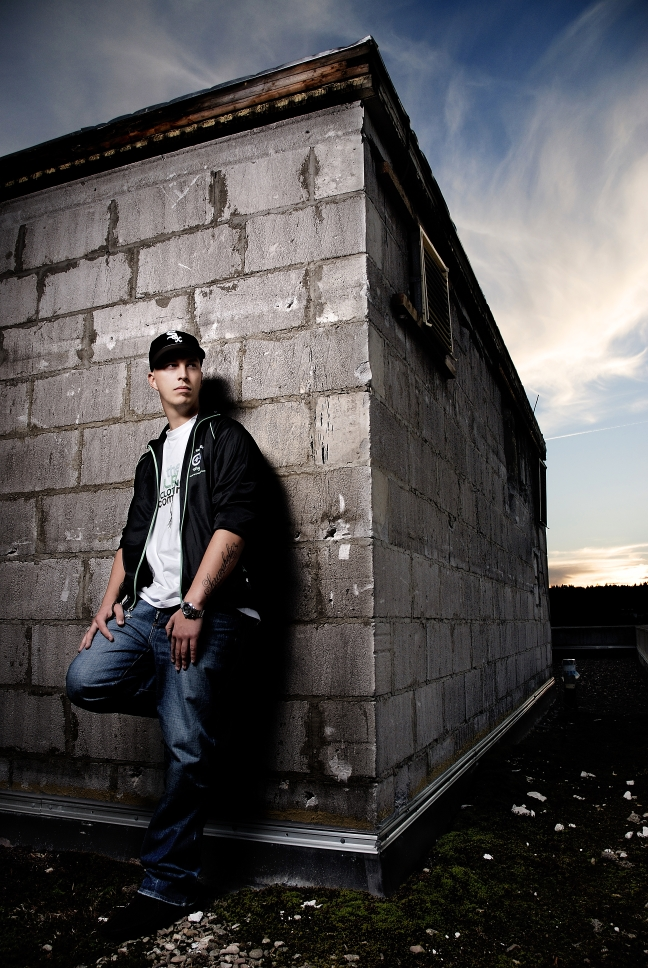
Screwaholic

Screwaholic (* 12. Juni 1980 in Dresden; bürgerlich René Schellrich Jr.) ist ein in Villingen-Schwenningen wohnhafter Produzent, der von 2006 bis Anfang 2009 bei Bushidos Label ersguterjunge unter Vertrag stand.

## Biografie
Screwaholic begann bereits 1992 mit 12 Jahren, sich für Sounds im Allgemeinen, und ab 1997, mit Beats im Besonderen zu beschäftigen. Er entwickelte seinen eigenen Stil immer weiter, mit dem Ziel, als Produzent seinen Lebensunterhalt bestreiten zu können. Durch schlechte Zukunftsaussichten, u. a. durch eine abgebrochene Lehre entstanden, entschied er sich eine weitere, kaufmännische Lehre zu absolvieren. Bereits zum Zeitpunkt seiner Ausbildung zum Einzelhandelskaufmann war er nebenher als DJ tätig, was ihm nach Beendigung der Ausbildung ein problemloses Überwechseln in den Musikbereich ermöglichte.
Im Jahr 1997 gründete er mit zwei deutschsprachigen und einem englischsprachigen MC die Crew Birkenwald, bei der er hauptsächlich als Produzent/DJ aktiv war und mit der er zwei EPs und eine LP veröffentlichte. Nach deren Trennung konzentrierte er sich hauptsächlich auf das Produzieren. Screwaholic probierte zwischenzeitlich auch unter dem Namen Cumshot das Rappen aus, was er jedoch als „nicht perspektivreich“ bezeichnete, worauf er sich wieder dem Produzieren widmete.
Bekannt wurde er vor allem durch Produktionen für die erfolgreichen Alben und Singles von Azad, Donato, Jonesmann, Pal One, Nazz'n'Tide, Spax, Eko Fresh, Bushido sowie den jeweiligen Künstlern vom Label ersguterjunge. Zudem produzierte er auch für zahlreiche Untergrundkünstler. Die Spannbreite für sein künstlerisches Schaffen umfasst Deutschland ebenso wie Frankreich und Schweden.
Seit Mitte April 2006 ist Screwaholic fester Bestandteil der ersguterjunge-Crew  und produziert neben Beatlefield (Chakuza & DJ Stickle), Bizzy Montana und Decay Beats für die Alben und Singles der einzelnen Künstler. Produziert wurden von ihm Beats auf den erfolgreichen Remixversionen von Bushidos Von der Skyline zum Bordstein zurück, Sonnenbank Flavour (#15) und Janine (#24) außerdem für Chakuzas Eure Kinder ft. Bushido (#25), sowie Beats auf den Alben Suchen & Zerstören von Chakuza (#50), Das Leben ist Saad (Saad) (#15), Seelenblut (D-Bo) (#59), Blackout (Chakuza & Bizzy Montana) (#69) und dem ersguterjunge-Sampler Vendetta (#7).
Screwaholic erhielt 2007 für seine Mitarbeit beim ersguterjunge-Sampler Vendetta eine goldene Schallplatte. Eine Platin-Schallplatte erhielt er 2008 für seine Mitarbeit bei Bushidos Album 7.
Nach den Veröffentlichungen der Alben von Bizzy Montana und Saad werden voraussichtlich die Arbeiten an Screwaholics Produzentenalbum beginnen, mit diversen nationalen und internationalen Gästen.
Im März 2009 verließ Screwaholic Bushidos Label, um neue musikalische Wege einzuschlagen.

## Diskografie

### Produktionen
- 1998/1999 Beats auf Birkenwald Demo EP
- 2000/2001 Beats auf Pro Sa Eq LP von Birkenwald
- 2002 wer macht, wer will, wer braucht... (feat. der Scheich) auf Südwest Banger EP von Cumshot und Masta
- 2002 Suedwest Hass auf Südwest Banger EP von Cumshot und Masta
- 2002 Zerfickt auf Südwest Banger EP von Cumshot und Masta
- 2003 Beats auf La Crise en Themes von K.otek  (Paris)
- 2003 Beats auf dem Rapcontest Sampler
- 2003 Beats auf Kommunikationsmodell von gpMop
- 2004 Hart im nehmen auf dem vs-City & Frinds Mixtape
- 2004 Beat für Bushido Mein Cock auf der Single Nie wieder
- 2004 Screw´s Finest/Straight Diggin #1
- 2004 Screw´s Finest/Straight Diggin #2
- 2004 screwaholic inscrewmentals 2002-2004
- 2005 Beats für das Album Damals Wie Heute von Donato
- 2005 Beats für das Mixtape So wie ich bin von Prinze Low
- 2005 Beats auf dem Album Taktgefühl von Ronnex
- 2005 Beat "Back im Bizz" für Birkenwald auf dem Mikrofonliebe Sampler von Bodensee Records
- 2005 Jede Nacht RMX auf "Most loved, most hated/Voagschmock!" von Gerard MC/Bonz
- 2005 Bitter Donato und Screwaholic auf "Schattenkrieger" - Spax Feat.All City Allstars
- 2006 Beat Und wenn alles - Bonustrack auf Goldstücke (The EP Collection) von Pal One
- 2006 Beat Alles wird gut auf Game Over von Azad
- 2006 Beat Doggystyle Donato ft. Kaleel & DJ CSP auf DJ Hightime Kopfnicker 2 LP
- 2006 Beat I live my dream auf "Viernheim Combat Style" von Dervizz
- 2006 Hiah! auf Chakuza "Suchen & Zerstören"
- 2006 Womit hab ich das verdient Screwaholic Remix auf der Single von Saad
- 2006 Beat Das Leben ist Saad auf dem gleichnamigen Album von Saad
- 2006 Gheddo Screwaholic Remix von Eko Fresh ft. Bushido
- 2006 Beats auf  Seelenblut von D-Bo
- 2006 Ek is back RMX von Eko Fresh (freenet.de)
- 2006 Von der Skyline zum Bordstein zurück – Screwaholic Remix von Bushido
- 2006 Beat zu Ja und Nein auf Chakuza & Bizzy Montana „Blackout“
- 2006 Sonnenbank Flavour – Screwaholic Remix (musicload.de) von Bushido
- 2006 Beat Anders von Bizzy Montana auf "Vendetta" (Maxi)
- 2006 Beats auf Bushido präs. Ersguterjunge-Sampler Vol.2 -Vendetta
- 2006 Beats und Remix auf "Mond-Licht-Schatten" von Donato & Inferno79
- 2007 Janine Screwaholic Remix auf der Single "Janine" von Bushido
- 2007 Eure Kinder Screwaholic Remix & Screwaholic Remix Instrumental auf der gleichnamigen Single von "Chakuza feat. Bushido"
- 2007 Outro auf City Cobra von Chakuza
- 2007 Die erste Träne Screwaholic Remix & Die erste Träne - Instrumental Screwaholic Remix von Bisou
- 2007 Beats auf M. a. d. U. (Mukke aus der Unterschicht) von Bizzy Montana
- 2007 Alles verloren Screwaholic Remix auf der gleichnamigen Single von Bushido
- 2007 Wer ich bin von Bushido auf seinem Album 7
- 2007 Beats auf Sans Souci von D-Bo
- 2007 Nie ein Rapper Screwaholic Remix auf Bushido Das Beste
- 2007 Asphalt Massaker von Saad auf "Alles gute kommt von unten" (Maxi)
- 2007 Beats auf Bushido präs. ersguterjunge Sampler Vol. 3 - Alles Gute kommt von unten
- 2008 Deutschlands Most Wanted von Saad auf Juice Vol. 83
- 2008 Regen ft. Bushido Screwaholic Remix auf der gleichnamigen Single von Saad
- 2008 Beats auf Saadcore von Saad
- 2008 Beats auf Fenster zur Strooß von Prinze Low
- 2008 Nachts auf Im Visier von Cashmo
- 2008 Nouvelle Generation ft. Freeman (Iam) auf À Bientot von Savant des Rimes
- 2008 Nouvelle Generation ft. Prinze Low von Savant des Rimes auf Juice Vol. 89
- 2008 Ching Ching Screwaholic Remix & Instrumental auf der gleichnamigen Single von Bushido
- 2008 Heavy Metal ft. Kay-One von Bushido auf seinem Album Heavy Metal Payback
- 2008 Screwaholic Inscrewmentals 2004-2006 (Internet Exklusive)
- 2009 So Echt von Blaze, Jonesmann, Haftbefehl & Criz auf Kapitel Eins - Zeit für was echtes LP
- 2009 Homeboy von Vito Vendetta auf Und dann kam V
- 2009 Lebe Deinen Traum ft. Inferno79 von Donato auf Angst
- 2009 Sous-Estimés von Baba Saad & SAT (Fonky Family) auf La Connexion Sampler
- 2010 Springtime von Schellrich & Sine auf Chillout Lounge Vol. 4
- 2015 Beats auf The Journal Of An Evil Genius von Bugzy Malone
- 2017 Am Ende wird alles gut Remix & Verantwortung Remix auf Exekut7ve EP von cr7z
- 2017 Beats auf Ult7ma von cr7z
- 2019 Wolken von Sam Sillah auf Mosaik EP
- 2020 Beats auf Gaia von cr7z
- 2020 Beats auf Akasha von cr7z
- 2021 Beyond Ea$y auf Beyond Ea$Y von Fabeyon & Ea$y Money
- 2021 Beats auf Anarco von Donato
- 2024 Beats auf GOLD von Meckie Berlinutz

### Hiphop.de
- Screwaholic ft. mnemonic, Donato & DJ CSP - Hiphop.de Exclusive
- Donato feat. Pal One & Mnemonic - Wer wenn nicht wir
- Screwaholic - Hiphop.de Contest-Beat
- Nazz'n'Tide - Willenskraft Screwaholic Remix - Hiphop.de Exclusive
- Diverse auf Brainstorming EP - Hiphop.de Exclusive